# Brooks & Dunn
Brooks & Dunn est un groupe américain de musique country composé de Kix Brooks et Ronnie Dunn. Le duo a été composé en 1990 d'après l'idée du producteur Tim DuBois. Avant cette collaboration, les deux auteur-compositeurs avaient une carrière solo. Brooks avait écrit quelques chansons pour John Conlee, Nitty Gritty Dirt Band et Highway 101 et sortit un album chez Capitol Records.
Signés chez Arista Records en 1991, le duo enregistra dix albums studio, un album de Noël et trois compilations pour ce label. Ils auront aussi sorti cinquante singles dont une vingtaine qui a atteint la première place des classements country.
En 2009, le duo annonça sa séparation. Ils firent leur dernier concert le 2 septembre 2010 au Bridgestone Arena de Nashville, Tennessee. Depuis, Brooks continue son métier de présentateur radiophonique sur American Country Countdown qu'il exerce depuis 2006. Dunn continue quant à lui une carrière solo chez Arista Records.

## Discographie

### Albums
- 1991 : Brand New Man
- 1993 : Hard Workin' Man
- 1994 : Waitin' on Sundown
- 1996 : Borderline
- 1997 : The Greatest Hits Collection
- 1998 : If You See Her
- 1999 : Tight Rope
- 1999 : Super Hits
- 2001 : Steers & Stripes
- 2002 : It Won't Be Christmas Without You
- 2003 : Red Dirt Road
- 2004 : The Greatest Hits Collection II
- 2005 : Hillbilly Deluxe
- 2007 : Cowboy Town
- 2008 : Playlist : The Very Best of Brooks & Dunn
- 2009 : #1s… and Then Some
- 2019 :Reboot
- 2024 :Reboot II

### Singles
| Année | Single                                               | Meilleure position | Meilleure position   | Meilleure position | Meilleure position | Meilleure position | Album                           |
| Année | Single                                               | Hot Country Songs  | US Billboard Hot 100 | US Pop 100         | Canada Country     | Canada Pop         | Album                           |
| ----- | ---------------------------------------------------- | ------------------ | -------------------- | ------------------ | ------------------ | ------------------ | ------------------------------- |
| 1991  | "Brand New Man"                                      | 1                  | —                    | —                  | 1                  | —                  | Brand New Man                   |
| 1991  | "My Next Broken Heart"                               | 1                  | —                    | —                  | 3                  | —                  | Brand New Man                   |
| 1992  | "Neon Moon"                                          | 1                  | —                    | —                  | 1                  | —                  | Brand New Man                   |
| 1992  | "Boot Scootin' Boogie"                               | 1                  | 50                   | —                  | 1                  | —                  | Brand New Man                   |
| 1992  | "Lost and Found"                                     | 6                  | —                    | —                  | 6                  | —                  | Brand New Man                   |
| 1993  | "Hard Workin' Man"                                   | 4                  | —                    | —                  | 1                  | —                  | Hard Workin' Man                |
| 1993  | "We'll Burn That Bridge"                             | 2                  | —                    | —                  | 1                  | —                  | Hard Workin' Man                |
| 1993  | "She Used to Be Mine"                                | 1                  | —                    | —                  | 1                  | —                  | Hard Workin' Man                |
| 1993  | "Rock My World (Little Country Girl)"                | 2                  | 97                   | —                  | 1                  | —                  | Hard Workin' Man                |
| 1994  | "That Ain't No Way to Go"                            | 1                  | —                    | —                  | 3                  | —                  | Hard Workin' Man                |
| 1994  | "She's Not the Cheatin' Kind"                        | 1                  | —                    | —                  | 1                  | —                  | Waitin' on Sundown              |
| 1994  | "I'll Never Forgive My Heart"                        | 6                  | —                    | —                  | 3                  | —                  | Waitin' on Sundown              |
| 1995  | "Little Miss Honky Tonk"                             | 1                  | —                    | —                  | 1                  | —                  | Waitin' on Sundown              |
| 1995  | "You're Gonna Miss Me When I'm Gone"                 | 1                  | —                    | —                  | 1                  | —                  | Waitin' on Sundown              |
| 1995  | "Whiskey Under the Bridge"                           | 5                  | —                    | —                  | 3                  | —                  | Waitin' on Sundown              |
| 1996  | "My Maria"                                           | 1                  | 79                   | —                  | 1                  | —                  | Borderline                      |
| 1996  | "I Am That Man"                                      | 2                  | —                    | —                  | 3                  | —                  | Borderline                      |
| 1996  | "Mama Don't Get Dressed Up for Nothing"              | 13                 | —                    | —                  | 8                  | —                  | Borderline                      |
| 1996  | "A Man This Lonely"                                  | 1                  | —                    | —                  | 4                  | —                  | Borderline                      |
| 1997  | "Why Would I Say Goodbye"                            | 8                  | —                    | —                  | 9                  | —                  | Borderline                      |
| 1997  | "Honky Tonk Truth"                                   | 3                  | —                    | —                  | 3                  | —                  | The Greatest Hits Collection    |
| 1997  | "He's Got You"                                       | 2                  | —                    | —                  | 3                  | —                  | The Greatest Hits Collection    |
| 1998  | "If You See Him/If You See Her" (avec Reba McEntire) | 1                  | —                    | —                  | 1                  | —                  | If You See Her                  |
| 1998  | "How Long Gone"                                      | 1                  | —                    | —                  | 1                  | —                  | If You See Her                  |
| 1998  | "Husbands and Wives"                                 | 1                  | 36                   | —                  | 2                  | —                  | If You See Her                  |
| 1999  | "I Can't Get Over You"                               | 5                  | 51                   | —                  | 2                  | —                  | If You See Her                  |
| 1999  | "South of Santa Fe"                                  | 41                 | —                    | —                  | 45                 | —                  | If You See Her                  |
| 1999  | "Missing You"                                        | 15                 | 75                   | —                  | 6                  | —                  | Tightrope                       |
| 1999  | "Beer Thirty"                                        | 19                 | —                    | —                  | 12                 | —                  | Tightrope                       |
| 2000  | "You'll Always Be Loved By Me"                       | 5                  | 55                   | —                  | 7                  | —                  | Tightrope                       |
| 2001  | "Ain't Nothing 'Bout You"                            | 1                  | 25                   | —                  |                    | —                  | Steers & Stripes                |
| 2001  | "Only in America"                                    | 1                  | 33                   | —                  |                    | —                  | Steers & Stripes                |
| 2001  | "The Long Goodbye"                                   | 1                  | 39                   | —                  |                    | —                  | Steers & Stripes                |
| 2002  | "My Heart Is Lost to You"                            | 5                  | 48                   | —                  |                    | —                  | Steers & Stripes                |
| 2002  | "Every River"                                        | 12                 | 75                   | —                  |                    | —                  | Steers & Stripes                |
| 2003  | "Red Dirt Road"                                      | 1                  | 25                   | —                  |                    | —                  | Red Dirt Road                   |
| 2003  | "You Can't Take the Honky Tonk Out of the Girl"      | 3                  | 39                   | —                  |                    | —                  | Red Dirt Road                   |
| 2004  | "That's What She Gets for Loving Me"                 | 6                  | 53                   | —                  | 3                  | —                  | Red Dirt Road                   |
| 2004  | "That's What It's All About"                         | 2                  | 38                   | —                  | 2                  | —                  | The Greatest Hits Collection II |
| 2004  | "It's Getting Better All the Time"                   | 1                  | 56                   | —                  | 3                  | —                  | The Greatest Hits Collection II |
| 2005  | "Play Something Country"                             | 1                  | 37                   | 53                 | 1                  | —                  | Hillbilly Deluxe                |
| 2005  | "Believe"                                            | 8                  | 60                   | 95                 | 21                 | —                  | Hillbilly Deluxe                |
| 2006  | "Building Bridges" (avec Sheryl Crow et Vince Gill)  | 4                  | 66                   | —                  | 2                  | —                  | Hillbilly Deluxe                |
| 2006  | "Hillbilly Deluxe"                                   | 16                 | 86                   | —                  | 20                 | —                  | Hillbilly Deluxe                |
| 2007  | "Proud of the House We Built"                        | 4                  | 57                   | —                  | 1                  | 60                 | Cowboy Town                     |
| 2007  | "God Must Be Busy"                                   | 11                 | 78                   | —                  | 11                 | 92                 | Cowboy Town                     |
| 2008  | "Put a Girl in It"                                   | 3                  | 54                   | —                  | 1                  | 62                 | Cowboy Town                     |
| 2008  | "Cowgirls Don't Cry" (avec Reba McEntire)            | 2                  | 44                   | —                  | 1                  | 49                 | Cowboy Town                     |
| 2009  | "Honky Tonk Stomp" (feat. Billy Gibbons)             | 16                 | 96                   | —                  | —                  | —                  | #1s… and Then Some              |
| 2009  | "Over the Next Hill"                                 | 55                 | —                    | —                  | —                  | —                  | #1s… and Then Some              |